# Lanhélin
Lanhélin (bretonisch: Lanhelen; Gallo: Lanhaélen) ist eine Ortschaft und eine ehemalige französische Gemeinde mit 955 Einwohnern (Stand: 1. Januar 2022) im Département Ille-et-Vilaine in der Region Bretagne. Sie gehörte zum Arrondissement Saint-Malo und zum Kanton Combourg. Die Einwohner werden Lanhélinois genannt.
Mit Wirkung vom 1. Januar 2019 wurden die ehemaligen Gemeinden Saint-Pierre-de-Plesguen, Lanhélin und Tressé zur Commune nouvelle Mesnil-Roc’h zusammengeschlossen und haben in der neuen Gemeinde der Status einer Commune déléguée. Der Verwaltungssitz befindet sich im Ort Saint-Pierre-de-Plesguen.

## Geographie
Lanhélin liegt etwa 28 Kilometer südsüdöstlich von Saint-Malo. Umgeben wird Lanhélin von den Nachbarorten Bonnemain im Norden und Nordosten, Meillac im Süden und Osten sowie Saint-Pierre-de-Plesguen im Westen.

## Bevölkerungsentwicklung
| Jahr                      | 1962 | 1968 | 1975 | 1982 | 1990 | 1999 | 2006 | 2013 |
| Einwohner                 | 610  | 620  | 681  | 716  | 644  | 621  | 813  | 988  |
| Quelle: Cassini und INSEE |      |      |      |      |      |      |      |      |

## Sehenswürdigkeiten
- Kirche Saint-André aus dem 18. Jahrhundert mit Umbauten aus dem 20. Jahrhundert

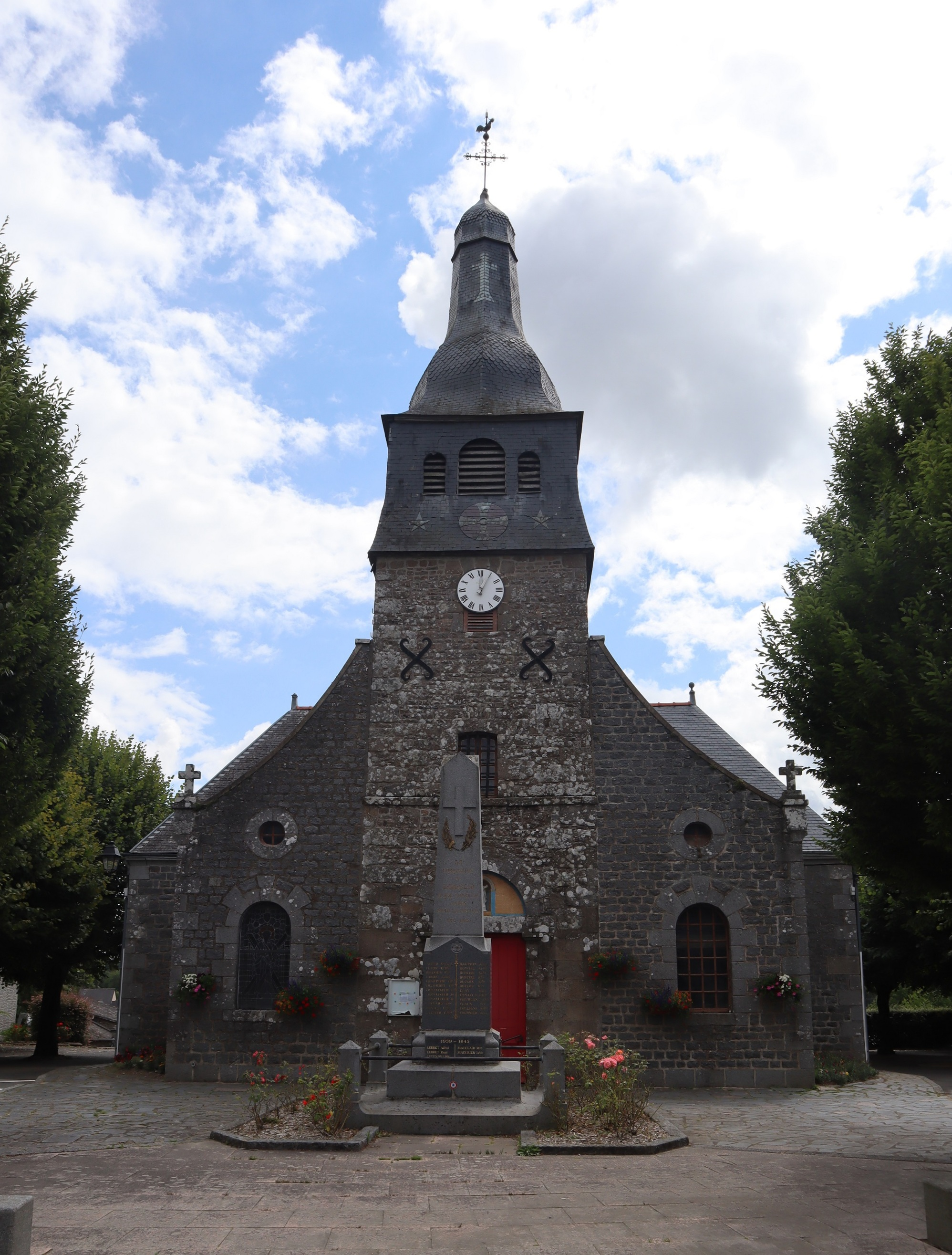
Kirche Saint-André

- Herrenhaus La Vallée
- Cobac Parc, Freizeitpark